# Абетемоцо (Терамо)
Абетемоцо (итал. Abetemozzo) је насеље у Италији у округу Терамо, региону Абруцо.
Према процени из 2011. у насељу је живело 22 становника. Насеље се налази на надморској висини од 698 м.